# Heimat - Eine deutsche Chronik
Heimat, é o título geral de três séries de filmes divididos em 30 episódios que foi escrito e dirigido por Edgar Reitz, mostrando a vida na Alemanha entre 1919 e 2000 através dos acontecimentos de uma família da região de Hunsrück, na Renânia.
O filme faz parte da lista dos 1000 melhores filmes de todos os tempos do The New York Times.

## Ligações Externas
Heimat - Eine deutsche Chronik. no IMDb. 